# Чемпионат Европы по баскетболу 2007. Группа A
В этой статье представлено положение команд и результаты матчей в группе A первого раунда чемпионата Европы по баскетболу 2007. Состав группы был определён во время жеребьёвки 19 октября 2006 года в Мадриде, Испания. В группе участвовали сборные Греции, Израиля, России и Сербии. Команды сыграли друг с другом в один круг. Каждая команда провела по три матча. Матчи прошли с 3 по 5 сентября 2007 года в Городском дворце спорта Гранады в Гранаде, Испания.
Три лучшие команды вышли во второй раунд.

## Команды
| Команда | Квалификация                                                         | Квалификация     | Участие   | Участие | Участие | Лучший результат           |
| Команда | Способ                                                               | Дата             | Последнее | Всего   | Подряд  | Лучший результат           |
| ------- | -------------------------------------------------------------------- | ---------------- | --------- | ------- | ------- | -------------------------- |
| Греция  | Серебряный призёр чемпионата мира 2006                               | 1 сентября 2006  | 2005      | 21      | 21      | Чемпион (1987, 2005)       |
| Израиль | Победитель дополнительного отборочный турнира чемпионата Европы 2007 | 31 августа 2007  | 2005      | 24      | 8       | 2-е место (1979)           |
| Россия  | Победитель группы C отборочного турнира чемпионата Европы 2007       | 13 сентября 2006 | 2005      | 8       | 8       | 2-е место (1993)           |
| Сербия  | 1/8 финала чемпионата мира 2006                                      | 24 августа 2006  | 2005      | 8       | 8       | Чемпион (1995, 1997, 2001) |

## Положение команд
|  | Команда вышла в плей-офф |

| Команда | Игр | В | П | МЗ  | МП  | МР  | Очки |
| ------- | --- | - | - | --- | --- | --- | ---- |
| Россия  | 3   | 3 | 0 | 224 | 174 | +50 | 6    |
| Греция  | 3   | 2 | 1 | 197 | 194 | +3  | 5    |
| Израиль | 3   | 1 | 2 | 209 | 249 | −40 | 4    |
| Сербия  | 3   | 0 | 3 | 215 | 228 | −13 | 3    |

Время начала матчей дано по местному времени (UTC+2).

## Результаты матчей

### 1-й тур

#### Сербия — Россия
| 3 сентября 2007 18:00 | Отчёт | Сербия                     | 65–73    | Россия       | Городской дворец спорта, Гранада Зрителей: 6 000 Судьи: Фабио Факкини Иво Долинек Стелиан Баника |
| 3 сентября 2007 18:00 | Отчёт | 13–21, 17–17, 18–16, 17–19 |          |              | Городской дворец спорта, Гранада Зрителей: 6 000 Судьи: Фабио Факкини Иво Долинек Стелиан Баника |
| 3 сентября 2007 18:00 | Отчёт | Гурович 24                 | Очки     | Кириленко 24 | Городской дворец спорта, Гранада Зрителей: 6 000 Судьи: Фабио Факкини Иво Долинек Стелиан Баника |
| 3 сентября 2007 18:00 | Отчёт | Миличич 9                  | Подборы  | Кириленко 12 | Городской дворец спорта, Гранада Зрителей: 6 000 Судьи: Фабио Факкини Иво Долинек Стелиан Баника |
| 3 сентября 2007 18:00 | Отчёт | Ярич, Теодосич по 3        | Передачи | Холден 4     | Городской дворец спорта, Гранада Зрителей: 6 000 Судьи: Фабио Факкини Иво Долинек Стелиан Баника |

#### Израиль — Греция
| 3 сентября 2007 20:30 | Отчёт | Израиль                    | 66–76    | Греция      | Городской дворец спорта, Гранада Зрителей: 4 000 Судьи: Саша Пукл Виргиниюс Довидавичюс Борис Рыжик |
| 3 сентября 2007 20:30 | Отчёт | 16–19, 15–12, 17–21, 18–24 |          |             | Городской дворец спорта, Гранада Зрителей: 4 000 Судьи: Саша Пукл Виргиниюс Довидавичюс Борис Рыжик |
| 3 сентября 2007 20:30 | Отчёт | Гальперин 20               | Очки     | Спанулис 19 | Городской дворец спорта, Гранада Зрителей: 4 000 Судьи: Саша Пукл Виргиниюс Довидавичюс Борис Рыжик |
| 3 сентября 2007 20:30 | Отчёт | Тапиро 8                   | Подборы  | Дикудис 6   | Городской дворец спорта, Гранада Зрителей: 4 000 Судьи: Саша Пукл Виргиниюс Довидавичюс Борис Рыжик |
| 3 сентября 2007 20:30 | Отчёт | Тапиро, Гальперин по 6     | Передачи | Царцарис 3  | Городской дворец спорта, Гранада Зрителей: 4 000 Судьи: Саша Пукл Виргиниюс Довидавичюс Борис Рыжик |

### 2-й тур

#### Россия — Израиль
| 4 сентября 2007 18:00 | Отчёт | Россия                     | 90–56    | Израиль   | Городской дворец спорта, Гранада Зрителей: 4 350 Судьи: Саша Пукл Борис Рыжик Эдди Вьятор |
| 4 сентября 2007 18:00 | Отчёт | 17–15, 23–13, 26–13, 24–15 |          |           | Городской дворец спорта, Гранада Зрителей: 4 350 Судьи: Саша Пукл Борис Рыжик Эдди Вьятор |
| 4 сентября 2007 18:00 | Отчёт | Холден 18                  | Очки     | Элияху 17 | Городской дворец спорта, Гранада Зрителей: 4 350 Судьи: Саша Пукл Борис Рыжик Эдди Вьятор |
| 4 сентября 2007 18:00 | Отчёт | Кириленко 13               | Подборы  | Грин 8    | Городской дворец спорта, Гранада Зрителей: 4 350 Судьи: Саша Пукл Борис Рыжик Эдди Вьятор |
| 4 сентября 2007 18:00 | Отчёт | Кириленко, Хряпа по 5      | Передачи | Пнини 2   | Городской дворец спорта, Гранада Зрителей: 4 350 Судьи: Саша Пукл Борис Рыжик Эдди Вьятор |

#### Греция — Сербия
| 4 сентября 2007 20:30 | Отчёт | Греция                          | 68–67 (OT) ОТ | Сербия    | Городской дворец спорта, Гранада Зрителей: 4 500 Судьи: Фабио Факкини Виргиниюс Довидавичюс Стелиан Баника |
| 4 сентября 2007 20:30 | Отчёт | 12–11, 19–20, 9–7, 16–18, 12–11 |               |           | Городской дворец спорта, Гранада Зрителей: 4 500 Судьи: Фабио Факкини Виргиниюс Довидавичюс Стелиан Баника |
| 4 сентября 2007 20:30 | Отчёт | Дикудис 20                      | Очки          | Ярич 18   | Городской дворец спорта, Гранада Зрителей: 4 500 Судьи: Фабио Факкини Виргиниюс Довидавичюс Стелиан Баника |
| 4 сентября 2007 20:30 | Отчёт | Дикудис 8                       | Подборы       | Эрцег 12  | Городской дворец спорта, Гранада Зрителей: 4 500 Судьи: Фабио Факкини Виргиниюс Довидавичюс Стелиан Баника |
| 4 сентября 2007 20:30 | Отчёт | Спанулис 3                      | Передачи      | Миличич 3 | Городской дворец спорта, Гранада Зрителей: 4 500 Судьи: Фабио Факкини Виргиниюс Довидавичюс Стелиан Баника |

### 3-й тур

#### Израиль — Сербия
| 5 сентября 2007 18:00 | Отчёт | Израиль                    | 87–83    | Сербия     | Городской дворец спорта, Гранада Зрителей: 3 500 Судьи: Саша Пукл Борис Рыжик Эдди Вьятор |
| 5 сентября 2007 18:00 | Отчёт | 16–23, 20–22, 25–15, 26–23 |          |            | Городской дворец спорта, Гранада Зрителей: 3 500 Судьи: Саша Пукл Борис Рыжик Эдди Вьятор |
| 5 сентября 2007 18:00 | Отчёт | Грин 26                    | Очки     | Гурович 19 | Городской дворец спорта, Гранада Зрителей: 3 500 Судьи: Саша Пукл Борис Рыжик Эдди Вьятор |
| 5 сентября 2007 18:00 | Отчёт | Грин 12                    | Подборы  | Миличич 13 | Городской дворец спорта, Гранада Зрителей: 3 500 Судьи: Саша Пукл Борис Рыжик Эдди Вьятор |
| 5 сентября 2007 18:00 | Отчёт | Тапиро 4                   | Передачи | Ярич 6     | Городской дворец спорта, Гранада Зрителей: 3 500 Судьи: Саша Пукл Борис Рыжик Эдди Вьятор |

#### Россия — Греция
| 5 сентября 2007 20:30 | Отчёт | Россия                    | 61–53    | Греция        | Городской дворец спорта, Гранада Зрителей: 5 214 Судьи: Фабио Факкини Иво Долинек Стелиан Баника |
| 5 сентября 2007 20:30 | Отчёт | 15–8, 10–14, 19–16, 17–15 |          |               | Городской дворец спорта, Гранада Зрителей: 5 214 Судьи: Фабио Факкини Иво Долинек Стелиан Баника |
| 5 сентября 2007 20:30 | Отчёт | Холден 17                 | Очки     | Спанулис 12   | Городской дворец спорта, Гранада Зрителей: 5 214 Судьи: Фабио Факкини Иво Долинек Стелиан Баника |
| 5 сентября 2007 20:30 | Отчёт | Кириленко 17              | Подборы  | Царцарис 7    | Городской дворец спорта, Гранада Зрителей: 5 214 Судьи: Фабио Факкини Иво Долинек Стелиан Баника |
| 5 сентября 2007 20:30 | Отчёт | 3 игрока по 2             | Передачи | Диамантидис 2 | Городской дворец спорта, Гранада Зрителей: 5 214 Судьи: Фабио Факкини Иво Долинек Стелиан Баника |